# Angelina Eberly
Angelina Belle Peyton Eberly, més coneguda com a Angelina Eberly, (comtat de Sumner, Tennessee, 2 de juliol de 1798 – Indianola, Calhoun County, Texas, 15 de març de 1860) fou una hostalera i heroïna d'Austin (Texas) durant les Texas Archive War.
Angelina fou filla de John i Margaret (Hamilton) Peyton del Comtat de Sumner a Tennessee. El 1818 es va casar el seu cosí, Jonathan C. Peyton, i tots dos se'n van anar a viure a Nova Orleans (Luisiana). Van obrir una fonda i també taverna a San Felipe de Austin el 1825 fins que el 1834, Jonathan Peyton va morir. Angelina va continuar dirigint la fonda i taverna fins que va esclatar la Revolució de Texas i la ciutat va ser destruïda per impedir la seva captura per part de les forces mexicanes.
El 1836 va conèixer i es va casar amb el Capità Jacob Eberly, el qual també era vidu com ella. Van viure breument a Bastrop (Texas) i després van anar-se'n a Austin el 1839, on obriren la Eberly House. El 18 d'octubre de 1839, el president Mirabeau B. Lamar i el seu gabinet soparen a la taverna i el seu successor, Sam Houston, va acabar residint més temps a la Eberly House més que la mansió presidencial. Jacob Eberly va morir el 1841.
El desembre de 1842, Houston va ordenar l'extracció secreta dels arxius de la República sota custòdia de Washington-on-the-Brazos. La senyora Eberly, es va adonar que els símbols del govern nacional serien trets de la ciutat, així que es va fer amb un canó de sis lliures i el va disparar al General Land Office Building, advertint a la ciutat del que considerava que seria un robatori. El consegüent conflicte es va conèixer com a Archive War, el qual va ser guanyat pels Austinites, preservant Austin com a capital de Texas i mantenint-hi els arxius.
L'abril de 1847 Angelina se'n va anar a viure a Port Lavaca i va treballar a la Edward Clegg's Tavern House. El següent any se n'aniria a Indianola i va tirar endavant l'American Hotel fins que va acabar morint el 1860 a l'edat de 62 anys. Va ser enterrada en un cementiri a fora de Lavaca i va deixar en herència 50.000 $ al seu net Peyton Bell Lytle.
Una estàtua d'Angelina Eberly, va ser creada per l'artista Pat Oliphant, i fou situada prop del lloc on Eberly ajudar a conservar Austin com a ciutat capital de Texas.